# Centre de la petite enfance
Pour les articles homonymes, voir CPE.
Les centres de la petite enfance (ou CPE) sont des institutions québécoises consacrées à l'éducation de jeunes enfants. Ce sont des organismes moraux à but non lucratif et des coopératives gérées par un conseil d'administration indépendant composé d'au moins deux tiers de parents utilisateurs des services de garde. Ces centres sont subventionnés par le Ministère de la Famille du gouvernement du Québec.

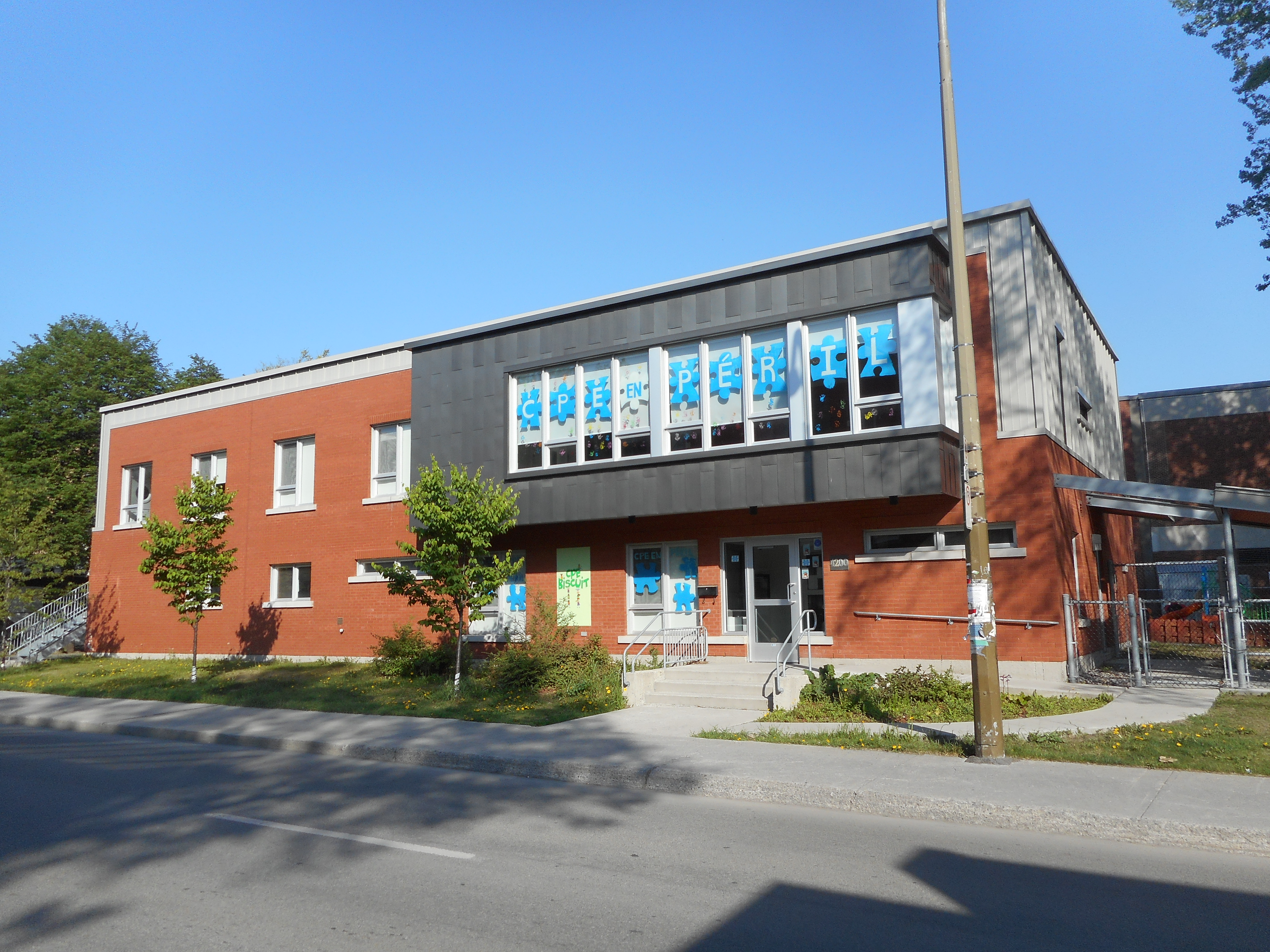
CPE Biscuit, 4200, rue Saint-Antoine Ouest, Montréal

## Historique
Ce réseau a été mis sur pied le 23 janvier 1997 par Pauline Marois, alors ministre de l'Éducation au sein du gouvernement du Québec, à partir des garderies sans but lucratif et des agences de garde en milieu familial. Basé sur les recommandations du rapport Un Québec fou de ses enfants qui mettait en évidence le besoin de stimulation des tout-petits, en particulier ceux des familles plus vulnérables, le réseau défendait le principe d'un accès à la garde d'enfants pour tous : aussi, lors de sa mise en œuvre, le projet a été surnommé « garderies à 5 $ », en raison du tarif quotidien uniforme que devaient appliquer ces centres. Tous les CPE sont des corporations sans but lucratif, bien que des places à « 5 $ » étaient aussi offertes dans des garderies en milieu familial. De 1997 à 2005, le nombre de places dans le réseau est passé de 55 000 à 200 000. En 2004, les tarifs furent augmentés à 7,30 $ par jour.
À partir du 22 avril 2015, la contribution demandée au parent dont l’enfant fréquente un service de garde subventionné a été modifiée. Elle était composée d’une contribution de base et d’une contribution additionnelle modulée selon le revenu familial.
La contribution de base et la contribution additionnelle étaient indexées annuellement, le 1er janvier. À partir du 1er janvier 2017, la contribution de base était de 7,75 $ par jour, par enfant. Ainsi, si votre revenu familial net* est de 50 920 $ ou moins vous n’avez pas de contribution additionnelle à débourser.
À compter d’un revenu de 50 920 $, la contribution additionnelle était de 0,70 $ par jour pour un tarif quotidien de 8,45 $. À partir d’un revenu de 76 380 $, la contribution additionnelle augmente graduellement jusqu’à ce qu’elle atteigne 13,45 $ par jour, ce qui correspond à un revenu d’environ 161 380 $, pour un tarif quotidien maximal de 21,20 $.
- La contribution additionnelle est réduite de moitié pour le second enfant.
- Aucune contribution additionnelle n’est demandée à l’égard du troisième enfant et des suivants.

Le tarif de base est payable directement au service de garde subventionné, alors que la contribution additionnelle en fonction du revenu familial sera versée au moment de produire la déclaration de revenus. Par ailleurs, pour éviter d’avoir à verser la totalité du montant lors de la déclaration de revenus, vous pouvez demander à votre employeur d’ajuster vos retenues d’impôt à la source afin de payer votre contribution additionnelle en cours d’année.

## Coût de garde quotidien
Le 7 novembre 2019, le premier ministre Legault a annoncé l'abolition de la contribution additionnelle. Le coût s'élève maintenant à 8.70$/enfant/jour. Ce coût ne tient pas compte de la déduction fiscale pour frais de garde au niveau fédéral.
Le tarif journalier s’élève à 9,35$ depuis le mois janvier 2025[réf. nécessaire]. 

### Bureaux coordonnateurs de la garde en milieu familial
Jusqu'au 1er juin 2006, on comptait environ 1 000 centres de la petite enfance au Québec, dont plus de 80 % offrent à la fois la garde en installation et en milieu familial. Ces centres employaient environ 40 000 personnes[réf. souhaitée].
Après cette date, l'ensemble des CPE ont perdu la composante Milieu familial, qui a été redistribuée à 164 bureaux coordonnateurs de la garde en milieu familial (Bureaux Coordinateurs). Les BC sont d'abord des CPE agréés BC pour trois ans. Il existe également des BC réunissant plusieurs CPE qui se sont regroupés en une personne morale à but non lucratif. Chaque BC coordonne la garde en milieu familial et gère entre 140 et plus de 1 700 places sur un territoire correspondant à celui des Centre local de services communautaires (CLSC), avec qui ils collaborent.

## Mission éducative
Les CPE et les BC sont subventionnés par l'État et ont une mission éducative. Leurs standards et leur administration sont fortement contrôlés par l'État bien qu'au moins 2/3 des membres des conseils d'administration des CPE sont des parents d'enfants qui le fréquentent. En 2005, environ 7 000 parents sont impliqués dans ces conseils ou sur des comités qui en découlent[réf. souhaitée].
Au Québec, les services de garde éducative ont une triple mission : celle de veiller au bien-être, à la santé et à la sécurité des enfants qui leur sont confiés, celle de leur offrir un milieu de vie propre à stimuler leur développement sur tous les plans, de leur naissance à leur entrée à l’école, et enfin celle de prévenir l’apparition ultérieure de difficultés d’apprentissage, de comportement ou d’insertion sociale.
Au même titre que les titulaires français du diplôme d'État d'éducateur de jeunes enfants (DEEJE), des éducateurs qualifiés, généralement détenteurs d'un diplôme d'études collégiales (DEC) en techniques d'éducation à l'enfance (3 ans d'études), doivent y assurer directement le développement des enfants.
L'Agence de la santé de Montréal, lors d'une comparaison des services de garde réglementés, conclut que les CPE sont d'une qualité supérieure pour le développement des enfants en leur offrant 1 repas chaud et 2 collations froides.

## Impacts économiques
Une étude de la Chaire de recherche en fiscalité et en finances publiques de l'Université de Sherbrooke énonce que les garderies subventionnées ont incité près de 70 000 mères à occuper un emploi en 2008, ce qui se traduirait par une hausse du taux d'emploi global au Québec de 1,78 %, et une hausse du PIB de 5,1 milliards de dollars. Cependant, selon une étude de la Chaire de recherche du Canada sur les enjeux socio-organisationnels de l’économie du savoir, le pourcentage de mères sur le marché du travail s'est accru dans tout le Canada. Pierre Lefebvre et Philip Merrigan ont aussi prouvé les effets positifs de cette politique sociale dans la province de Québec.

## Garderies
Au Québec, il existe également un réseau parallèle de garderies privées et indépendantes aux vocations diverses et aux tarifs différents. Certaines garderies privées sont subventionnées et offrent le service au même tarif qu'un CPE, mais en étant des entreprises à but lucratif. Cela transforme parfois le choix d'un service de garde en une tâche pouvant être longue et complexe.